# AS CotonTchad
El AS CotonTchad es un equipo de fútbol de Chad que milita en la Primera División de Chad, la liga de fútbol más importante del país.

## Historia
Fue fundado en el año 1972 en la capital Yamena con el nombre ASCOT, nombre que usaron hasta el año 2000 y es el equipo representativo de la compañía de algodón de Chad. Este equipo ha sido campeón de liga en 2 ocasiones, campeón del torneo de copa en 3 ocasiones y ha ganado la copa de la liga en 1 oportunidad.
A nivel internacional ha participado en 10 torneos continentales, donde su mejor participación fue en la Copa CAF 1998, en la que alcanzó los cuartos de final.

## Palmarés
- Primera División de Chad: 2

1996, 1998.
- Copa de Chad: 3

1995, 1999, 2009.
- Copa de Liga de N'Djaména: 1

2009.

## Participación en competiciones de la CAF
| Temporada | Torneo                       | Ronda                        | Club             | Casa          | Visita | Global  |     |
| --------- | ---------------------------- | ---------------------------- | ---------------- | ------------- | ------ | ------- | --- |
| 1992      | Copa CAF                     | 1                            | Diamant Yaoundé  | 1-1           | 0-2    | 1-3     |     |
| 1996      | Recopa Africana              | 1                            | Canon Yaoundé    | 0-1           | 0-1    | 0-2     |     |
| 1997      | Liga de Campeones de la CAF  | Preliminar                   | AS Tempête Mocaf | w.o.1         | w.o.1  | w.o.1   |     |
| 1997      | Liga de Campeones de la CAF  | 1                            | Africa Sports    | 2-1           | 0-3    | 2-4     |     |
| 1998      | Copa CAF                     | 1                            | Muzinga FC       | w.o.2         | 4-1    | 4-1     |     |
| 1998      | Copa CAF                     | 2                            | Jasper United    | 2-2           | 1-0    | 3-2     |     |
| 1998      | Copa CAF                     | 3                            | Nchanga Rangers  | 1-2           | 0-4    | 1-6     |     |
| 1999      | Liga de Campeones de la CAF  | Preliminar                   | Al-Mahalah       | 2-0           | 0-3    | 2-3     |     |
| 2000      | Recopa Africana              | Preliminar                   | JS du Ténéré     | 2-1           | 0-1    | 2-2 (a) |     |
| 2007      | Copa Confederación de la CAF | Preliminar                   | Al-Ahly          | 1-0           | 1-2    | 2-2 (a) |     |
| 2007      | Copa Confederación de la CAF | 1                            | Al-Merreikh      | 2-0           | 0-5    | 2-5     |     |
| 2008      | Copa Confederación de la CAF | Preliminar                   | Al Akhdar        | w.o.3         | w.o.3  | w.o.3   |     |
| 2010      | Copa Confederación de la CAF | Preliminar                   | Al-Ahly          | 0-0           | 0-2    | 0-2     |     |
| 2016      | Liga de Campeones de la CAF  | Preliminar                   | ASEC Mimosas     | 0-1           | 0-0    | 0-1     |     |
| 2018/19   | Copa Confederación de la CAF | Preliminar                   | Gomido FC        | 2-0           | 1-1    | 3-1     |     |
| 2018/19   | Copa Confederación de la CAF | 1                            | Zamalek SC       | 2-0           | 0-7    | 2-7     |     |
| 2018/19   | 2019/20                      | Copa Confederación de la CAF | Preliminar       | CR Belouizdad | 0-2    | 0-2     | 0-4 |

1- Tempête Mocaf fue descalificado por no pagar la cuota de entrada al torneo.

2- Musinga abandonó el torneo antes de jugar el partido de vuelta.

3- Para la temporada 2008 los equipos de Chad fueron descalificados por no cumplir con sus obligaciones financieras.

## Entrenadores destacados
- Modou Kouta[2]